# Hasegawa Yushi
Hasegawa Yushi (sinh ngày 6 tháng 12 năm 1996) là một cầu thủ bóng đá người Nhật Bản.

## Sự nghiệp câu lạc bộ
Hasegawa Yushi hiện đang chơi cho Oita Trinita.